# Voxtorps distrikt, Kalmar län
Voxtorps distrikt är ett distrikt i Kalmar kommun och Kalmar län.
Distriktet ligger söder om Kalmar.

## Tidigare administrativ tillhörighet
Distriktet inrättades 2016 och utgörs av socknen Voxtorp i Kalmar kommun.
Området motsvarar den omfattning Voxtorps församling hade vid årsskiftet 1999/2000.